# Tetragnatha bogotensis
Tetragnatha bogotensis là một loài nhện trong họ Tetragnathidae.
Loài này thuộc chi Tetragnatha. Tetragnatha bogotensis được Eugen von Keyserling miêu tả năm 1865.